# Дом Рафаиловича
Дом Рафаиловича — старинный особняк в Таганроге (ул. Фрунзе, 20). Находится между Домом Караспасова и Домом Дросси. Памятник архитектуры 1860-х годов, входит в число объектов культурного наследия народов Российской Федерации регионального значения. Считается одним из самых красивых особняков старого Таганрога.

## История
Дом по адресу ул. Николаевская, 22 был построен в 1860-х годах.
В первые годы как и рядом стоящий дом под номером 18 в сегодняшней нумерации, принадлежал сначала купцу Михаилу Караспасову, затем турецкому подданному Панаш Константиниди.
В конце 1880-х годов здание приобрела супруга австрийского подданного Екатерина Антоновна. Её муж Николай Иванович Рафаилович (1850—1912), купец 2-й гильдии, скоропостижно скончался 9 января 1912 года на 62 году жизни. Дочь Николая Ивановича Зинаида, 18-летняя красавица, по настоянию отца обручилась и обвенчалась с 54-летним Николаем Николаевичем Алафузовым, брак с которым однако оказался недолговечным и был расторгнут. Вместе со своим вторым мужем Максимовым, сыном богатого ростовского капиталиста, Зинаида уехала за границу с целью побывать во Франции и повидать её столицу. В 1895 году её второй муж после смерти отца П. Р. Максимова получил по наследству 65 тысяч рублей. В связи с Октябрьской революцией Зинаида и её муж в Россию больше не вернулись. У Николая Ивановича Рафаиловича кучером работал Александр Михайлович Недодаев, который жил вместе со своей семилетней дочерью Анастасией в цокольном этаже хозяйского дома. Её Николай Иванович устроил в женскую гимназию, по окончании которой она работала у него секретарем-машинисткой.
В 1890 году, согласно «Описи и оценке недвижимых имуществ г. Таганрога для раскладки государственного налога и других сборов на 1890 год», этот дом принадлежал турецкому подданному Панаи Константиниди и оценивался в 1600 рублей.
В 1919 году, во время нахождения в Таганроге Ставки Главнокомандующего Вооруженными Силами Юга России А. И. Деникина (с 8 августа по 27 декабря 1919 года), в доме Рафаиловича жил начальник французской военной миссии генерал Шарль Манжен. С 1920 по 1924 год в доме был расположен политотдел Конупраформа (формирование частей Первой конной армии), редакция газеты «Листок красноармейца», штаб частей особого назначения, боровшихся с бандитизмом и занимающихся сбором продовольственного налога с населения близлежащих деревень и сел. С 1925 года — жилой дом.
В 1925 году в Таганроге была проведена всеобщая «муниципализация» частных домов, имевших общую площадь свыше 100 м². Бывшим владельцам либо предоставлялось небольшое помещение в бывшем собственном доме, либо их переселяли в другие квартиры. В рамках этой «муниципализации» в 1925 году особняк Рафаиловича был поделён на коммунальные квартиры. Без должного ухода он быстро потерял свою внешнюю и внутреннюю красоту. Руинированный фасад нуждается в сложном реставрационном ремонте.
В ноябре 2009 года при разборке слежавшегося хлама во дворе Дома Рафайловича жильцами была обнаружена ржавая ручная граната времён ВОВ. Граната была изъята сапёрами ОМОН и вывезена на полигон для уничтожения.
В 2011 году по соседству с Домом Рафайловича, на территории бывшей Таганрогской кондитерской фабрики, развернулось масштабное строительство частного торгово-развлекательного комплекса «Европейский квартал». По замыслу проектировщиков из «Приазовского строительного центра» и при поддержке главного архитектора Таганрога Андрея Максименко, новый частный переулок «Европейского квартала» должен был выходить с Петровской улицы на улицу Фрунзе через жилой двор дома Рафайловича. Также через этот двор проектировщиками планировался въезд в подземные гаражи, запроектированные под «Европейским кварталом». Благодаря протестам жителей и поддержке прессы, эти намерения застройщиком не были реализованы.
В 2012 году в Ростовском государственном строительном университете была защищёна дипломная работа «Реставрация одноэтажного жилого дома», написанная по материалам обследования Дома Рафаиловича. Цель дипломной работы — профессиональное исследование здания с точки зрения архитектурной и инженерной сохранности, изучение возможностей для воссоздания былого облика, расчёт сметы реставрации.
В 2020 году дом Рафайловича по решению администрации Таганрога был включён в программу капитального ремонта Ростовской области. На 2023 год в соответствии с «Региональной программой по проведению капитального ремонта общего имущества в многоквартирных домах на территории Ростовской области на 2014—2049 годы» запланирован ремонт электроснабжения, газоснабжения, холодного водоснабжения, водоотведения, подвала, фундамента, фасада, крыши.
Состояние фасада дома на текущий момент остаётся удручающим.

## Галерея

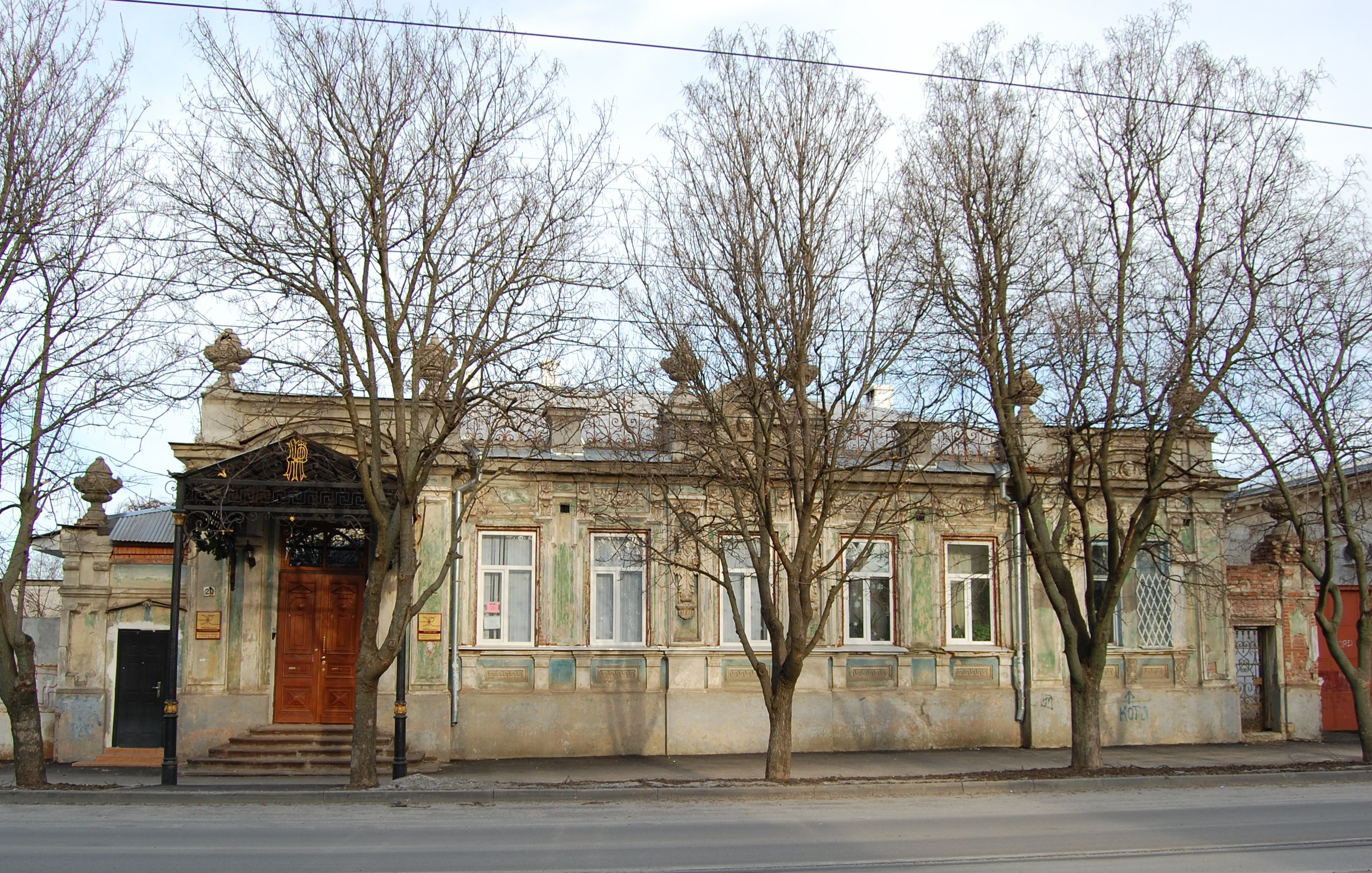
Дом Рафаиловича, 2010
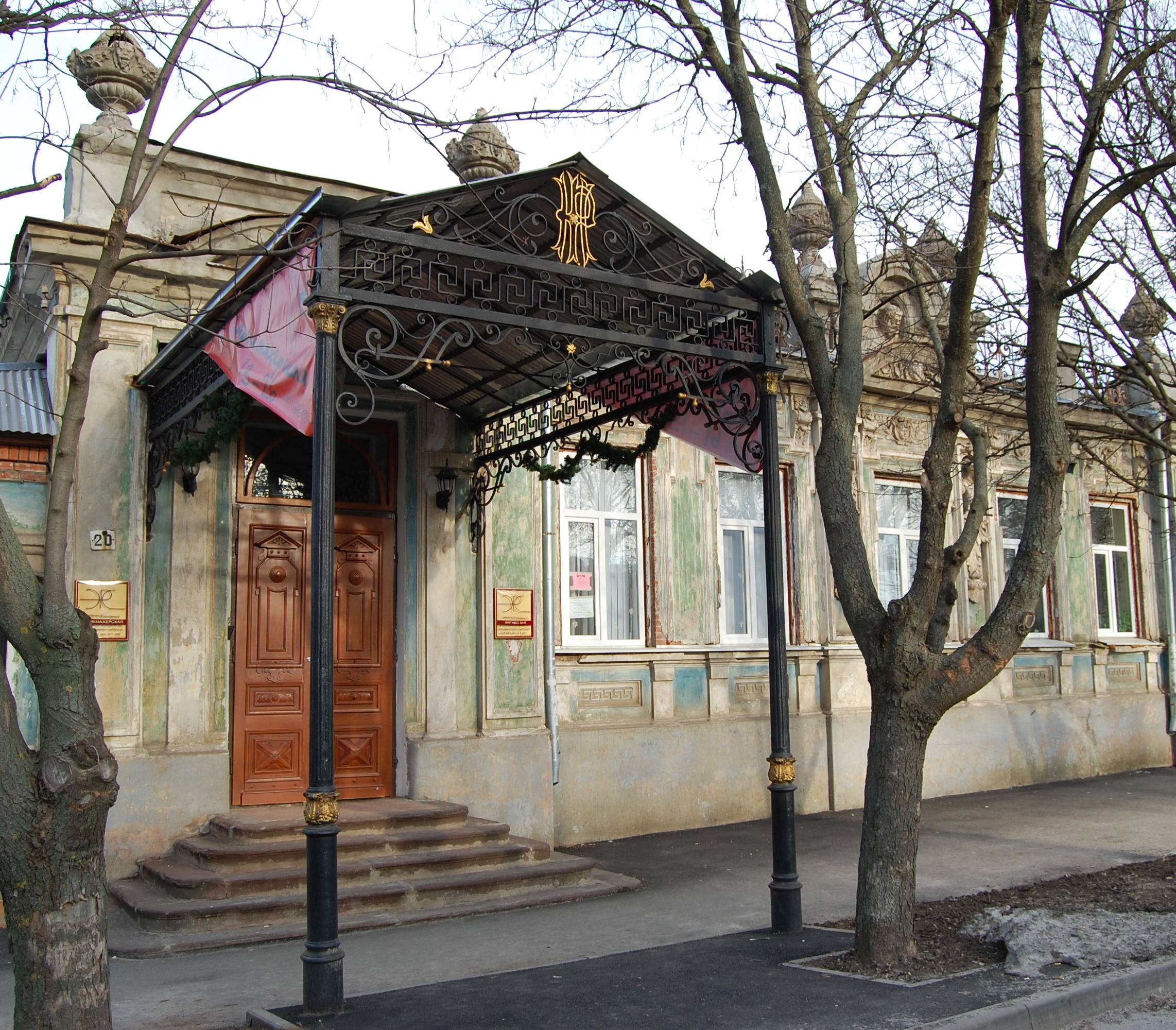
Парадный вход, 2010
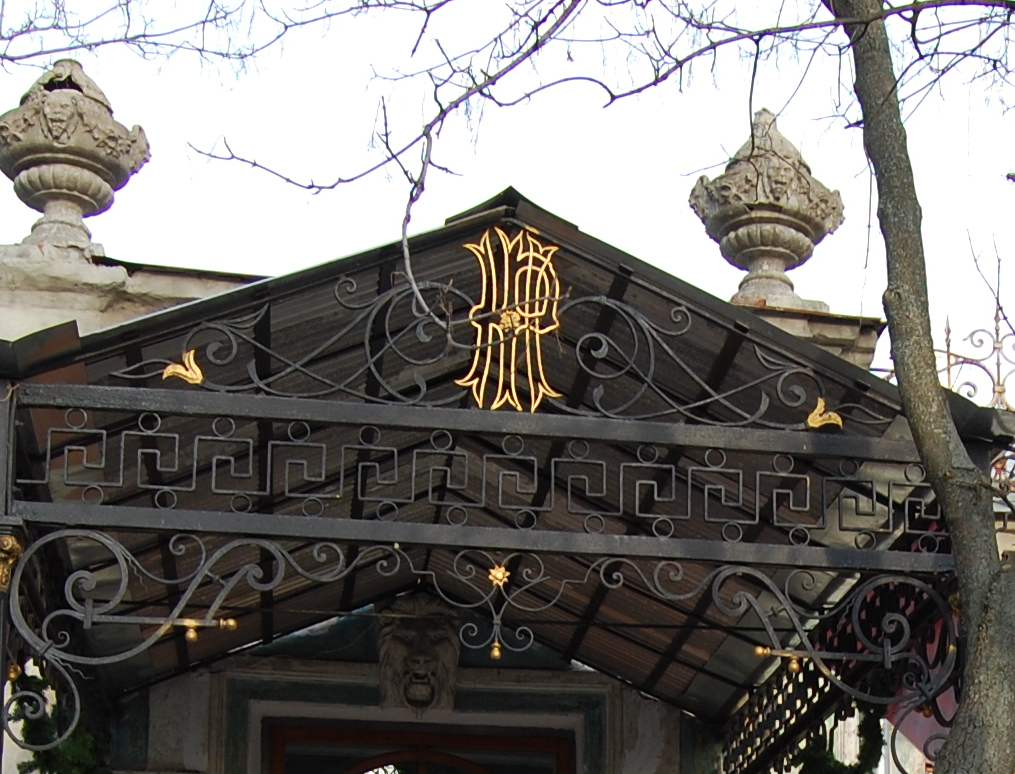
Вензель «НР», 2010
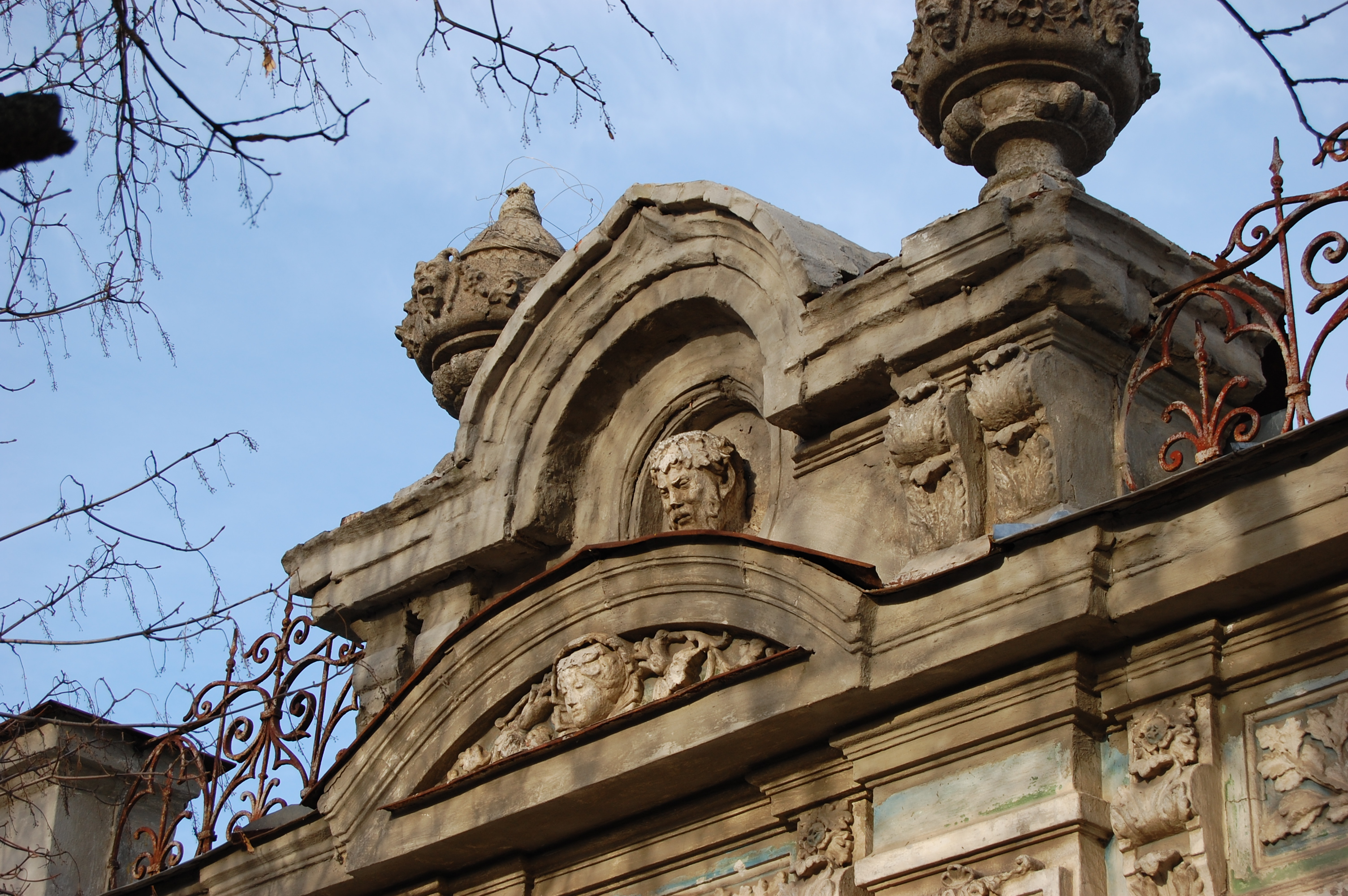
Фронтон, 2010
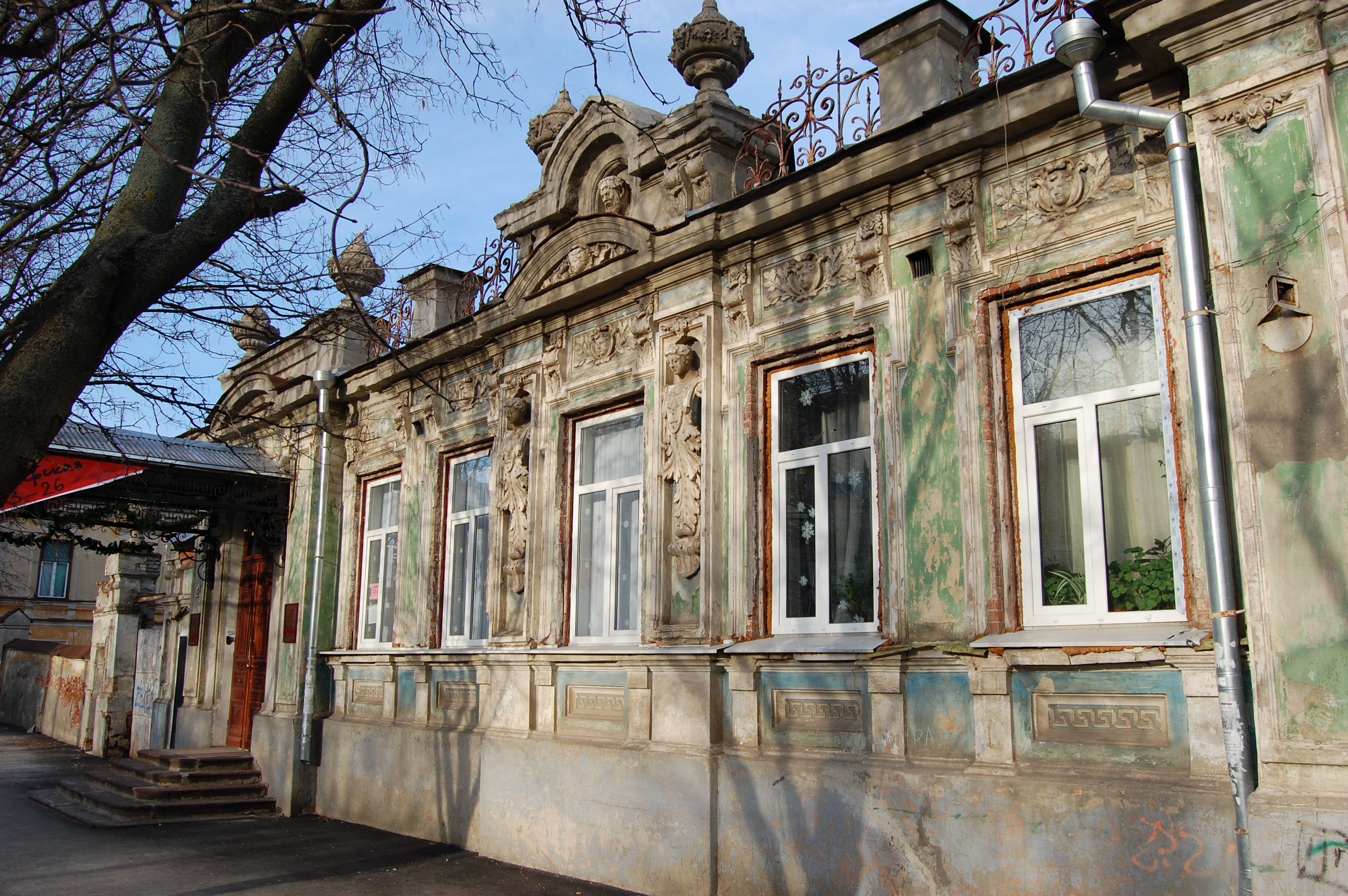
Фасад, 2010

## Архитектурные особенности
Выполнен в стиле «эклектика». В декоре присутствуют элементы, свойственные как классицизму, так и стилизованные под барокко. Также архитектурный стиль, в котором выполнен дом Рафаиловича, некоторые искусствоведы определяют как «необарокко». Особняк одноэтажный, но кажется выше благодаря высокому цоколю и архитектурному убранству крыши. На парапетных столбах установлены сужающиеся кверху вазы, придавая зданию стройность.
Фасад дома Рафаиловича отличается обильной пластической обработкой и заполнен растительным орнаментом, медальонами со скульптурными женскими, мужскими и детскими головками, вольно трактованными гермами, фигурными замковыми камнями. Фасад дома скомпонован с использованием трёх ризалитов, в одном из которых, левом, для удобства планировки размещён входной блок. С правой стороны фасад уравновешен ризалитом с укрупнённым двойным оконным проёмом с богатым лепным декором.
Характерной чертой дома Рафаиловича является его усложнённый силуэт, создаваемый аттиками, декоративными вазами и закреплёнными в парапетных тумбах металлическими решётками барочного рисунка.
Дверной проём оформлен портиком и чугунным литым длинным навесом, опирающимся на две легкие литые чугунные опоры, вынесенные через весь тротуар к проезжей части улицы. В литой орнамент навеса вписан вензель «НР», по имени владельца Николая Рафаиловича. Крыльцо имеет пять каменных ступеней. Под прямоугольными окнами — ниши с геометрическим рисунком. Центром архитектурной композиции является фронтон, украшенный горельефом мужской головы. Под ним с двух сторон окна расположены две изящные скульптуры женщин, туловища которых состоят из разных листьев. Скульптурные элементы фасада — работы таганрогского скульптора Л. Е. Егорова (1848—1890).
Преподаватель русского языка Алексеевской женской гимназии, священник Митрофаниевской церкви, а потом церкви Рождества Пресвятой Богородицы Александр Баландин так описывал архитектурный облик здания: «Десять красивых античных амфор над воротами и над домом, в самом верхнем медальоне голова античного философа, по стене пять женских головок, три головы Сатира— духа лесов, две — недоделанных книзу кариатиды без обычного их архитектурного назначения, и два рога изобилия. Дом несколько суров, но красив».

## Известные обитатели дома
- Бондаренко, Игорь Михайлович (1927 — 2014) — российский писатель.
- Гасанов, Руфат Рауфович (1987) — азербайджанский кинорежиссёр.
- Гашек, Ярослав (1883—1923) — чешский писатель-сатирик, драматург, фельетонист, журналист, коммунист, комиссар Красной Армии.
- Дурицкая, Наталья Ивановна (1960) — российская художница.
- Кисляков, Александр Владленович (1954) — российский художник.
- Манжен, Шарль Мария Эммануэль (1866—1925) — французский дивизионный генерал, руководитель французской военной миссии при штабе Главнокомандующего Вооруженными Силами Юга России А. И. Деникина.
- Шабельников, Юрий Леонидович (1959) — российский художник.

## Дом Рафаиловича в современной культуре

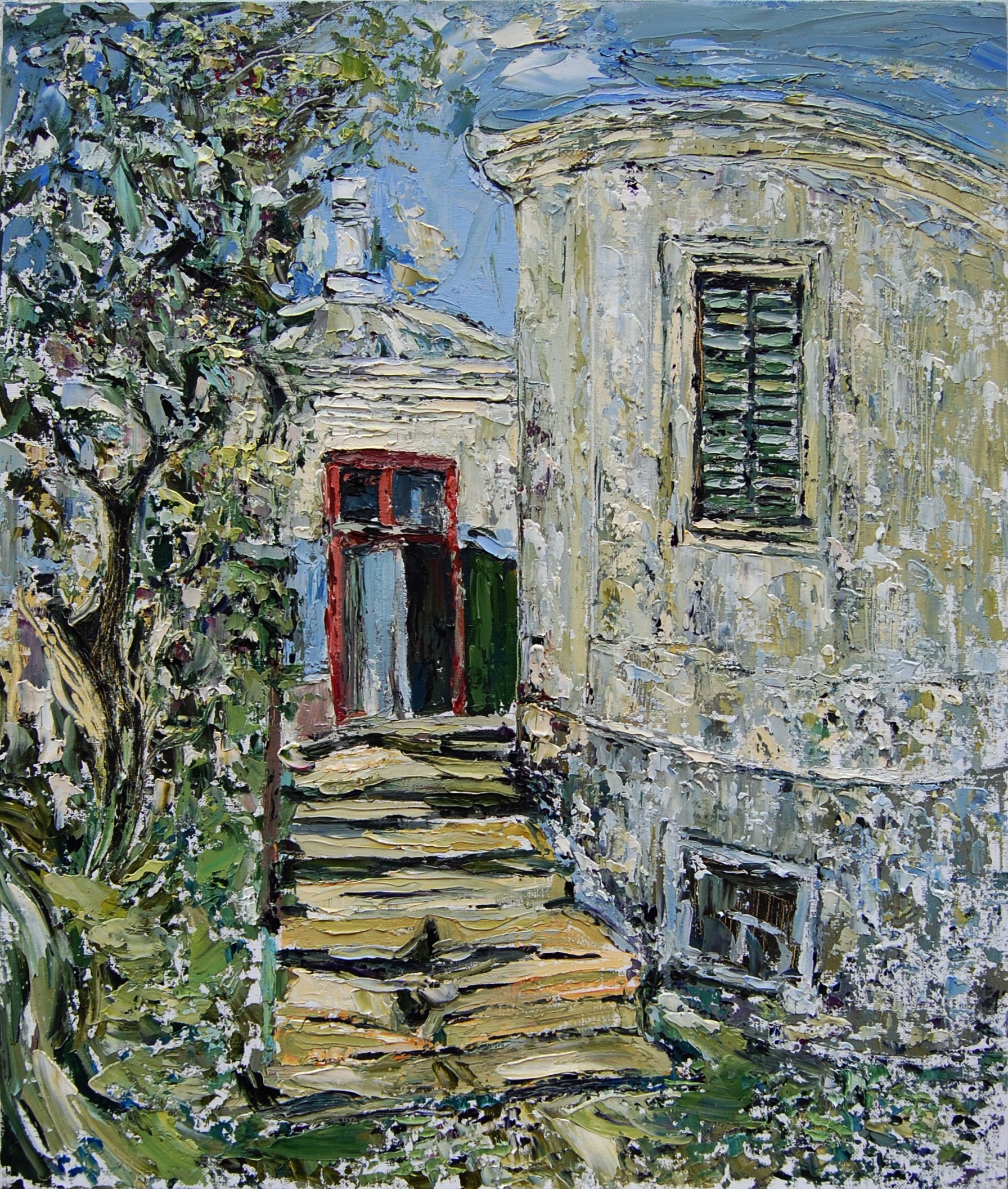
Н. Дурицкая. «Дом Рафаиловича. Веранда». К/м, 60х50, 2014
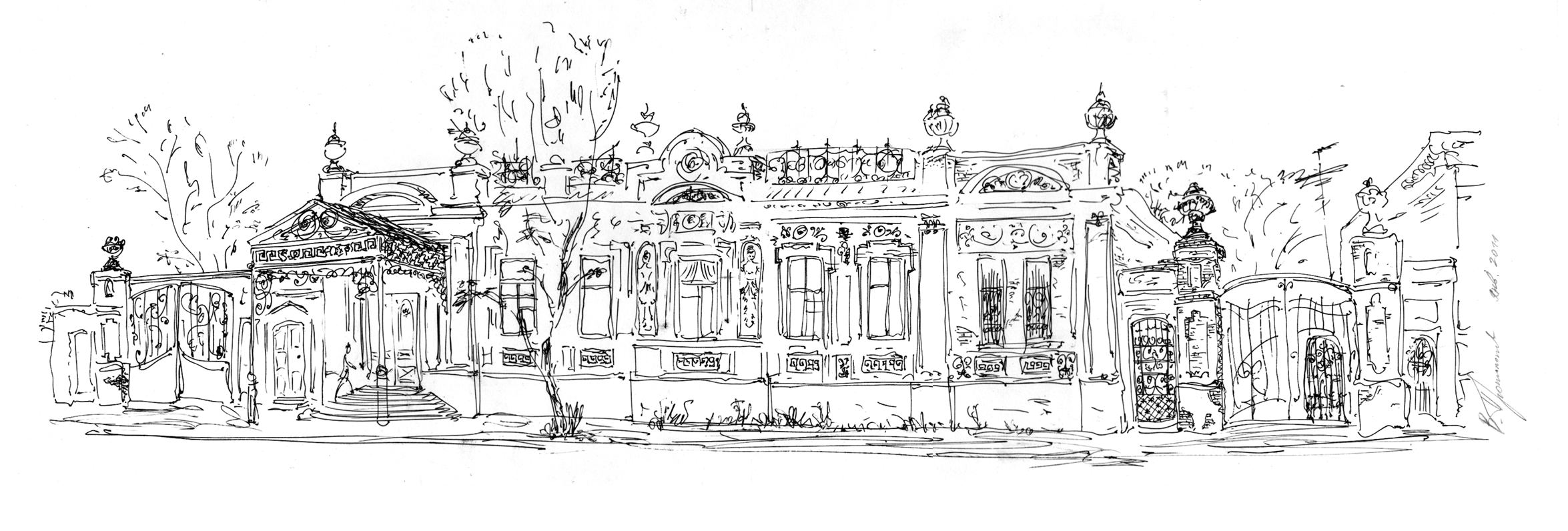
В. Протопопов. «Дом Рафаиловича». К/т, 21х60, 2011
А. Ефремов. «Дом Рафаиловича». Х/м, 70х100, 2013
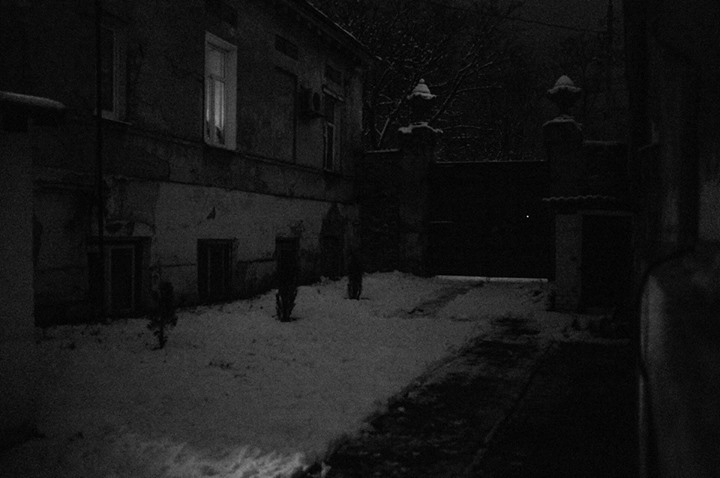
С. Сапожников. «Дом Рафаиловича». Фото, 30х40, 2014
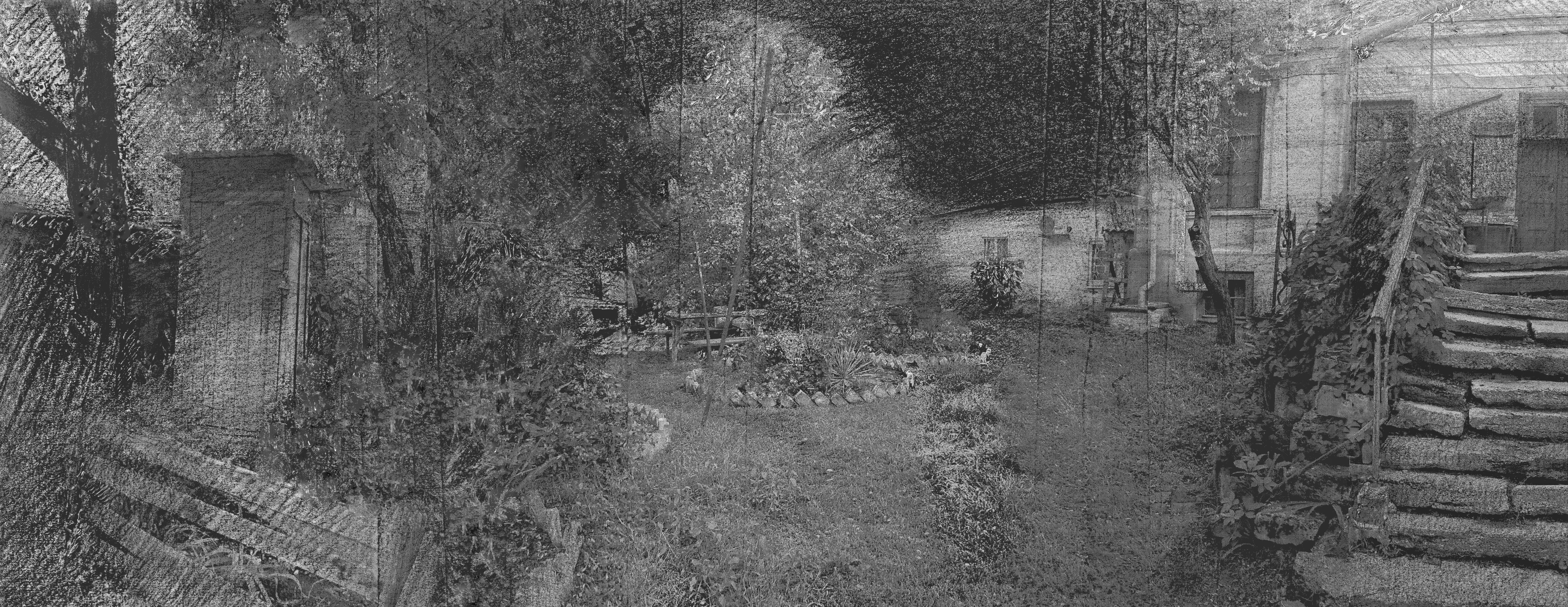
Ю. Фесенко. «Двор». Б/к/цифр.печать, 24х60, 2020

## Фильмография
- 2006 ─ «Забытый город», документальный фильм. Автор Михаил Басов[8][18]
- 2010 — «Synergos: 24», видеоарт. Автор Игорь Ваганов. Achtung Baby![19].